# Roma Tiburtina
Roma Tiburtina (wł. Stazione di Roma Tiburtina) – stacja kolejowa w Rzymie, w regionie Lacjum, we Włoszech. Jest jedną z głównych stacji kolejowych w mieście. Liczy 20 peronów. Pod stacją znajduje się stacja metra. Stacja według klasyfikacji RFI ma kategorię platynową.
W październiku 2007 roku rozpoczęły się prace przy budowie nowego dworca, który ma obsługiwać pociągi dużych prędkości na trasie północ-południe. Nowa stacja została ukończona w 2011 roku. 24 lipca 2011 roku w wyniku pożaru doszło do zniszczenia nieznacznej części starej  stacji kolejowej.